# Nyestkutya
A nyestkutya (Nyctereutes procyonoides) az emlősök (Mammalia) osztályának ragadozók (Carnivora) rendjébe, ezen belül a kutyafélék (Canidae) családjába tartozó Nyctereutes emlősnem egyetlen élő faja.

## Előfordulása
Eredeti hazája Szibéria, Mandzsúria és Japán tundrái és erdői. Nagy szaporasága miatt több évtizede terjed nyugat felé, már megjelent Európában is. Felbukkanására elsősorban tavak, patakok közelében számíthatunk. Prémje miatt több helyen tenyésztik is. Jelentős állománya él a Duna-deltában.

### Kárpát-medencei előfordulása, vadászata
Magyarországon 1961-ben ejtették el az első példányt Szabolcs-Szatmár-Bereg megyében. Azóta is szórványosan előfordul, egész évben vadászható vadfaj.

## Alfajai
- Nyctereutes procyonoides koreensis Mori, 1922
- Nyctereutes procyonoides orestes Thomas, 1923
- Nyctereutes procyonoides procyonoides J. E. Gray, 1834
- Nyctereutes procyonoides ussuriensis Matschie, 1907
- Nyctereutes procyonoides viverrinus Beard, 1904

## Megjelenése
Az állat testhossza 55-65 centiméter, marmagassága jó 20 centiméter, testtömege 4–6 kilogramm. Bundája barnásszürke, lábai, valamint a feje a szájszeglettől a fülig sötétkék. Pofáján mosómedveszerű álarcot visel. A háton keresztet alkotó sötét sávok vannak. A nemek hasonlóak. Szőrzete hosszú és bozontos. Farka 18 centiméterre is megnőhet, többnyire lelógatja. Bundájának alapszíne kopottságától függően az okkerbarnától a feketésig változhat. A szőrszálak vége ugyanis sötét, befelé pedig egyre halványul, így a nyestkutya szőrzete a kopással „kivilágosodik”.

## Életmódja

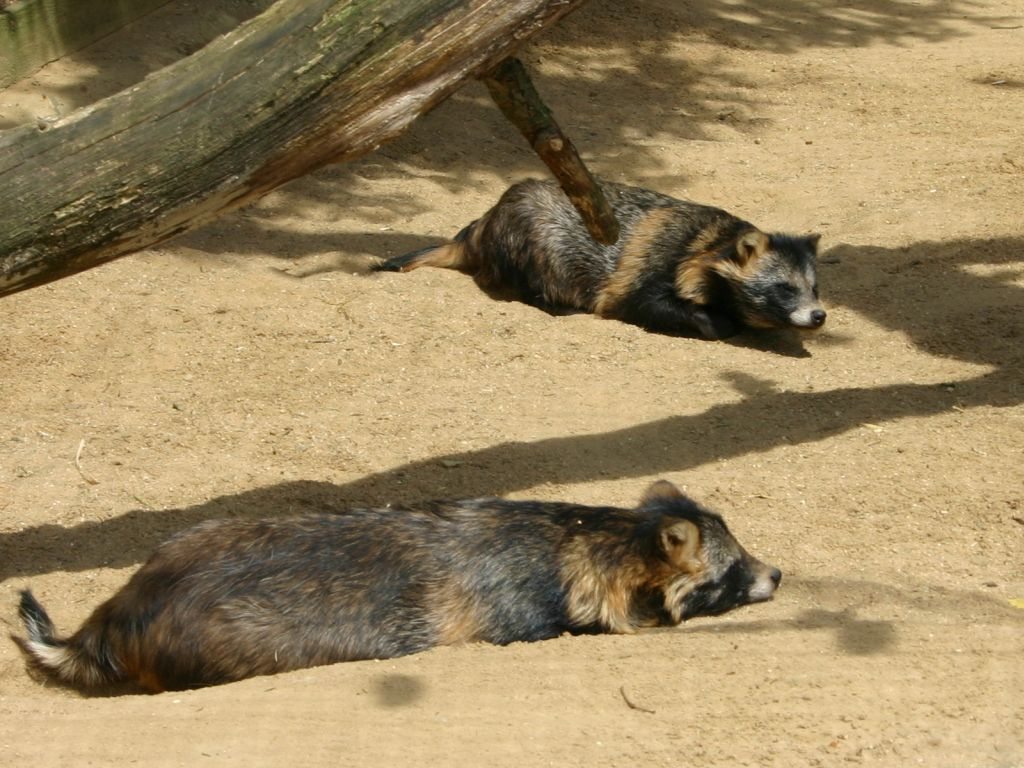
Pihenő példányok

Főleg éjszakai állat, nappal nehéz vele találkozni. Vadászterületét többnyire egyedül járja be, táplálékot keresve. A családi kötelék csak a szaporodási időszakban szoros, amelynek végén néha akár 6 fős kis csoportokkal is lehet találkozni. Téli álmot alszik, ami a kutyafélékre nem jellemző. A nyestkutyák nem tudnak fára mászni, de nagyon ügyesen mozognak a legsűrűbb bozótban is, a rejtőzködésnek pedig valóságos mesterei. Zsákmányát jórészt orra segítségével kutatja fel. Mindenevő, tápláléka között állatok: kis rágcsálók, különösen a közönséges kószapocok és egyéb pockok, halak; és növények: különféle bogyók és gyümölcsök is megtalálhatóak, de a dögöt is megeszi. Egészséges halat csak ritkán tud fogni, többnyire döglött, partra sodort vagy súlyosan sérült példányok jutnak neki. Helyenként - például a Duna-deltában - a nyestkutya a vízimadarak fészkeit is kifosztja. Fészekrabló kártételét azonban az esetek nagy többségében erősen túlbecsülik. Így némileg túlzott az az aggály is, hogy a nyestkutya jelentősen fenyegetné az apróvadállományt. Az emberen kívül számottevő ellensége nincs. A nyestkutya hevesen védekezik a kutyákkal szemben is.

## Szaporodása
A tél vége felé, elterjedési területének északkelet-szibériai részén pedig a téli pihenő befejeztével kezdődik a párosodás. Ilyenkor gyakran hallani panaszos, vinnyogó hangját - ugatni viszont nem tud. A vemhességi idő eléggé változó, az időjárástól és a földrajzi szélességtől függően 45-67 nap között mozoghat. A vemhesség után általában 6-7 kölyköt ellik, de akár 9 is lehet. Így érthető a faj gyors elterjedése, hiszen a nagy szaporaság az elégséges „utánpótlást” mindig biztosítja. A kicsinyek feketék, és őszre már elérik szüleik méretét. Mindkét szülő részt vesz a kicsinyek felnevelésében.

## A nyestkutya és az ember
Tömött, meleg szőrméjét Ázsiában helyenként nagyra becsülik, ez volt az oka nyugati betelepítésének is. A prémvadászok néha „usszuri mosómedvé”-nek is hívják.
Már teljesen fehér példányokat is kitenyésztettek.
Neve angolul racoon-dog, japánul tanuki. A fordításoknál gyakori hiba, hogy összetévesztik a mosómedvével.
A japán népi hiedelem szerint a tanuki képes bármivé (akár emberré is) átváltozni.
A nyestkutyákról és az alakváltó képességükről szól a Studio Ghibli egyik filmje, a Pom Poko – A tanukik birodalma is.